# Danses concertantes (Stravinsky)

Les Danses concertantes, pour orchestre de chambre est un concerto grosso d'Igor Stravinsky. Composé en 1941-42 pour une commande de Werner Janssen, il est créé le 8 décembre 1942 à Los Angeles sous la direction du compositeur.

## Structure
1. Marche - introduction
2. Pas d'action
3. Thème varié
4. Pas de deux
5. Marche - conclusion

- Durée d'exécution : vingt-et-une minutes

## Instrumentation
- une flûte, une clarinette, un hautbois, un basson, deux cors, une trompette, un trombone, timbales, cordes.